# Virginie Buff D'Ápice
Virginie Buff D'Ápice foi uma professora da Universidade de São Paulo, homenageada atualmente com o nome da biblioteca da Faculdade de Medicina Veterinária e Zootecnia.